# Sonia Rocha Acosta
Sonia Rocha Acosta (30 de marzo de 1978) es una política mexicana, miembro del Partido Acción Nacional. Ha sido senadora y fue diputada federal para el periodo 2018 a 2021.

## Reseña biográfica
Sonia Rocha Acosta es licenciada en Derecho y maestra en Administración Pública Estatal y Municipal por la Universidad Autónoma de Querétaro. Durante sus primeros años de vida profesional se dedicó al ejercicio de su carrera.
Miembro del PAN desde 1999, fue en la estructura del partido en Querétaro, miembro de los comités ejecutivos municipal y estatal y consejara estatal y nacional.
De 2006 a 2009 fue diputada a la LIV Legislatura del Congreso del Estado de Querétaro. En 2012 fue elegida senadora suplente del titular Francisco Domínguez Servién, que en 2015 solicitó licencia al cargo para ser candidato y luego electo Gobernador de Querétaro; en consecuencia Sonia Rocha asumió la senaduría el 3 de marzo de 2015 y ejerciéndola hasta el fin del periodo constitucional en 2018.
Ese mismo año fue a su vez elegida diputada federal en representación del Distrito 1 de Querétaro a la LXIV Legislatura y en la cual fue secretaria de la comisión de Presupuesto y Cuenta Pública, e integrante de la comisión de Protección Civil y Prevención de Desastres y de la comisión de Salud.